# محمد فتحي الريس
محمد فتحي يوسف الريس (19 ابريل 1928 - 2 مارس 2001) كاتب ومترجم مصري، أستاذ اللغة والأدب الفارسي والحضارة بقسم اللغات الشرقية في كلية الآداب جامعة القاهرة.

## دراسته
نال درجة الدكتوراه من جامعة طهران عام 1345 ه‍.ش/1966م، عن رسالته التي قدمها باللغة الفارسية بعنوان:(سجع نويسي در نثر وبلاغت عربي وكيفيت تأثير آن در نثر فارسى تا آخر قرن پنجم هجري). تم تعيينه في قسم اللغات الشرقية مدرساً للغة الفارسية بتاريخ 1969/8/9 في الهيئة التدريسية بجامعات الجمهورية العربية المتحدة.

## أعماله
- الموجز في اللغة الفارسية.[6]
- الموجز في اللغة الفارسية وآدابها.
- الحقيقة في تاريخ العرب ولغتهم العريقة.
- اللغة العربية كمصدر للترجمة في اللغة الفارسية ولغات وسط آسيا.[7]

## الترجمة
ترجم عدد من الكتب المهمة من الفارسية إلى العربية ومنها:
- إيران وعلاقاتها الخارجية في العصر الصفوي 906-1148ه‍/1500-1736م، تأليف نصر الله فلسفي.
- يعقوب بن الليث الصفار تأليف إبراهيم باستاني باريزي.
- أسطورة ماه بري تأليف صدقة بن أبي القاسم شيرازي.
- سمك العيار رواها صدقة بن أبي القاسم، جمعها فرامز بن خداداد بن عبد الله الكاتب الارجاني.

## مقالاته
- القصة على لسان الحيوان بين العربية والفارسية.[8]

## الإشراف
- أشرف على رسالة ماجستير بعنوان (أوقاف السلطان الأشرف شعبان بن حسين على الحرمين الشريفين) أعدها الطالب السعودي راشد بن سعد بن راشد القحطاني في كلية العلوم الاجتماعية من جامعة الإمام محمد بن سعود الإسلامية سنة 1406 ه‍/1986 م.[9]
- أشرف على رسالة ماجستير بعنوان (نظام الملك ودوره في الازدهار الحضاري للدولة السلجوقية 456-485ه‍/1063-1092م) أعدها عبد الرحمن علي السنيدي الطالب في كلية العلوم الاجتماعية من جامعة الإمام محمد بن سعود الإسلامية، سنة 1406ه‍/1986م.[10]

## الجوائز
حصل محمد فتحي الريس على جائزة الدولة التشجيعية في الآداب من قبل المجلس الأعلى للثقافة في مصر.